# Kostwein Maschinenbau
Die Kostwein Maschinenbau GmbH ist ein Maschinenbauunternehmen in Klagenfurt. 2018 erzielte sie mit ihren Tochterunternehmen weltweit mit 1144 Mitarbeitern einen Umsatz von 191,5 Mio. €.

## Geschichte
Das Unternehmen geht auf eine 1921 gegründete Schlosserei zurück, die Kühlkompressoren herstellte und ab 1956 auch Holzbearbeitungsmaschinen. Ab 1956 betätigte man sich als Zulieferer. 1963 wurde die Rechtsform der KG angenommen. 1968 wurden erstmals Milchverpackungsmaschinen montiert. 1970 übersiedelte das Unternehmen innerhalb Klagenfurts zum heutigen Standort und man traf die Entscheidung, als Zulieferer für komplette Aggregate zu fungieren. Seit der Übernahme der Fa. Peter Zimmer 1971 gibt es einen weiteren Standort in St. Stefan im Lavanttal. Im selben Jahr firmierte das Unternehmen zu Kostwein & Petritsch um. Seit 1982 war Monforts am Unternehmen beteiligt und man arbeitete zunächst bei Textilmaschinen zusammen, später auch bei Werkzeugmaschinen. 1992 Firmierte das Unternehmen neuerlich um, zur Kostwein GmbH. Seit der Übernahme von Micro Precis 1993 gibt es einen Standort in Unterbergen. 1998 erfolgte die ISO 9002-Zertifizierung. 2001 wurden die Unternehmensanteile in Privatstiftungen eingebracht und die Kostwein Proizvodnja Strojeva d.o.o in Warasdin gegründet. 2008 erhielt das Unternehmen den Staatspreis bester Lehrbetrieb. 2009 wurde in Zusammenarbeit mit Trützschler ein Tochterunternehmen in Indien gegründet. 2010 erfolgte die ISO 14001-Zertifizierung. 2015 erhielt das Unternehmen den Staatspreis Unternehmensqualität und stellte den österreichischen Lehrling des Jahres und den österreichischen Staatsmeister im CNC-Fräsen.

## Belege
1. ↑  Kostwein Maschinenbau GmbH – Das sind die größten Industrieunternehmen Österreichs. In: industriemagazin.at. Abgerufen am 2. Mai 2020.
2. ↑  Kostwein Gruppe:  Geschichte. In: kostwein.at. Abgerufen am 2. Mai 2020.

Koordinaten: 46° 39′ 49,4″ N, 14° 18′ 38,1″ O